# Цивета Оустона
Цивета Оустона (Chrotogale owstoni) — млекопитающее семейства виверровых (Viverridae). Единственный вид рода Chrotogale. Видовой эпитет дан в честь английского коллекционера Алана Оустона (1853—1915).
Ареал находится в Юго-Восточной Азии, проникает в северный и центральный Лаос, северный Вьетнам, южный Китай. Обитает в равнинных и горных вечнозелёных лесах, широколиственных лесах, бамбуковых лесах, на вырубках, в перелесках.

## Описание
Цвет тела от серовато-белого до жёлто-коричневого; широкие чёрные полоски по всей спине, а также на шее, с темные пятна на боках шеи и ног. Хвост полосатый около основания, тёмный на конце. Низ яркого оранжево-чёрного у взрослых самцов, желтоватого у взрослых самок.
В длину достигает 90—105 см. Масса 2,5—4 кг.
У циветы Оустона совершенно странно для плацентарного млекопитающего устроены зубы: резцы очень широкие и сильно сближены, как у некоторых сумчатых.

## Образ жизни
Роет норы под деревьями или в густых кустах, а также часто селится в дуплах. Ночной, ведущий наземный образ жизни вид. Также хорошо лазает по деревьям. Питается в основном земляными червями, а также мелкими позвоночными и фруктами. Циветы Оустона не агрессивные и в дикой природе, и в неволе, несколько особей мирно жили в неволе и принимали новых членов в группу без какой-либо агрессии. Как правило, метит свою территорию мочой. Брачный сезон проходит с апреля по ноябрь, в год один или два приплода. Период беременности: 60 дней, рождается от одного до трёх детёнышей, новорожденный детёныш весит 75—88 грамм.